# Howie Shannon
Howard Payne Shannon, detto Howie (Manhattan, 10 giugno 1923 – Plano, 16 agosto 1995), è stato un cestista e allenatore di pallacanestro statunitense, professionista nella BAA e nella NBA.

## Carriera
Venne selezionato dai Providence Steamrollers al primo giro del Draft BAA 1949 (1ª scelta assoluta).